# Lagoa (São Domingos)
Lagoa es una localidad del municipio de São Domingos, Cabo Verde. Según el censo de 2021, tiene una población de 396 habitantes.

## Geografía
Está situado en la isla Santiago.

## Organización territorial
La localidad abarca los lugares y barrios de:
- Lagoa Baixo
- Lagoa Riba